# Florian Marange
Florian Marange (* 3. března 1986, Talence, Francie) je francouzský fotbalový obránce, který působí v korsickém klubu SC Bastia. Hraje na postu levého obránce. Mimo Francii hrál v Anglii (v Crystal Palace FC).